# Ardens kommun
Ardens kommun var fram till kommunreformen 2007 en kommun i Nordjyllands amt i Danmark. Kommunen är nu en del av Mariagerfjords kommun.
1. ↑  läs online, www.retsinformation.dk .[källa från Wikidata]